# Котешки лемур
Котешкият лемур, още пръстеноопашат лемур, ката (Lemur catta), е вид примат от групата на полумаймуните и единствен представител на своя род лемур. Притежава дълга опашка, с редуващи се черни и бели пръстени. Подобно на всички останали лемури е ендемичен вид за остров Мадагаскар.

## Местообитание
Обитава горите и местностите с храстовидна растителност в южните части на острова.

## Начин на живот
Той е всеядно животно, активно основно през деня. Може да бъде забелязан по дърветата, но една трета от времето си прекарва на земята. Котешките лемури са социални животни, формиращи групи от около 30 индивида. Обществата са организирани в матриархат, което е типично и за останалите видове лемури. Съществен елемент за сплотяване на групата и утвърждаване на социалните връзки е сближаването на индивидите в рамките на обща „топка“ от лемури. Видът се наслаждава на слънцето, като показва коремните си области към слънчевите лъчи. Подобно на останалите лемури, този вид разчита значително на обонянието си и редовно маркира своята територия.
Видът е един от най-гласовитите примати, като звуците които издава са сравнително разнообразни и силни. Комуникацията е свързана с предпазването на групата от неприятели, както и маркиране на социалните нива на организация.

## Природозащитен статут
Котешкият лемур е вписан като почти застрашен вид в червения списък на световнозастрашените видове поради заплахите от унищожаване на местообитанията му. Въпреки това, лемурите от този вид могат да се отглеждат сравнително лесно в зоопаркове и обикновено се размножават добре в плен. Продължителността на живота при котешките лемури в естествена среда е между 16 и 19 години, а при изкуствено отглеждане може да достигне и 27 години.

## Етимология
Родът Lemur е предложен за първи път от Карл Линей, за описване на три вида животни, но постепенно се превръща в нарицателно за всички ендемични примати от остров Мадагаскар. Под влияние на историческите трудове на Вергилий и Овидий, Карл Линей дава това име на рода, по аналогия със злите духове-лемури, които са били прогонвани в Древния Рим в рамките на фестивала „Лемурия“. Линей е оприличил тези полумаймуни, тяхната нощна активност и призрачния им вид, с римските духове. Тихото придвижване на котешките лемури през нощта, както и призрачните им крясъци също може би са и фактор за името. Възможно е, също Карл Линей да е познавал част от легендите на местните жители, според които лемурите са душите на техните предци.
В съвременната класификация на животните, котешкият лемур е единствен представител на рода Lemur. Също така честите звуци на мъркане, характерни за този тип лемури, са подобни на тези при котките.